# Jérôme-Martin Langlois

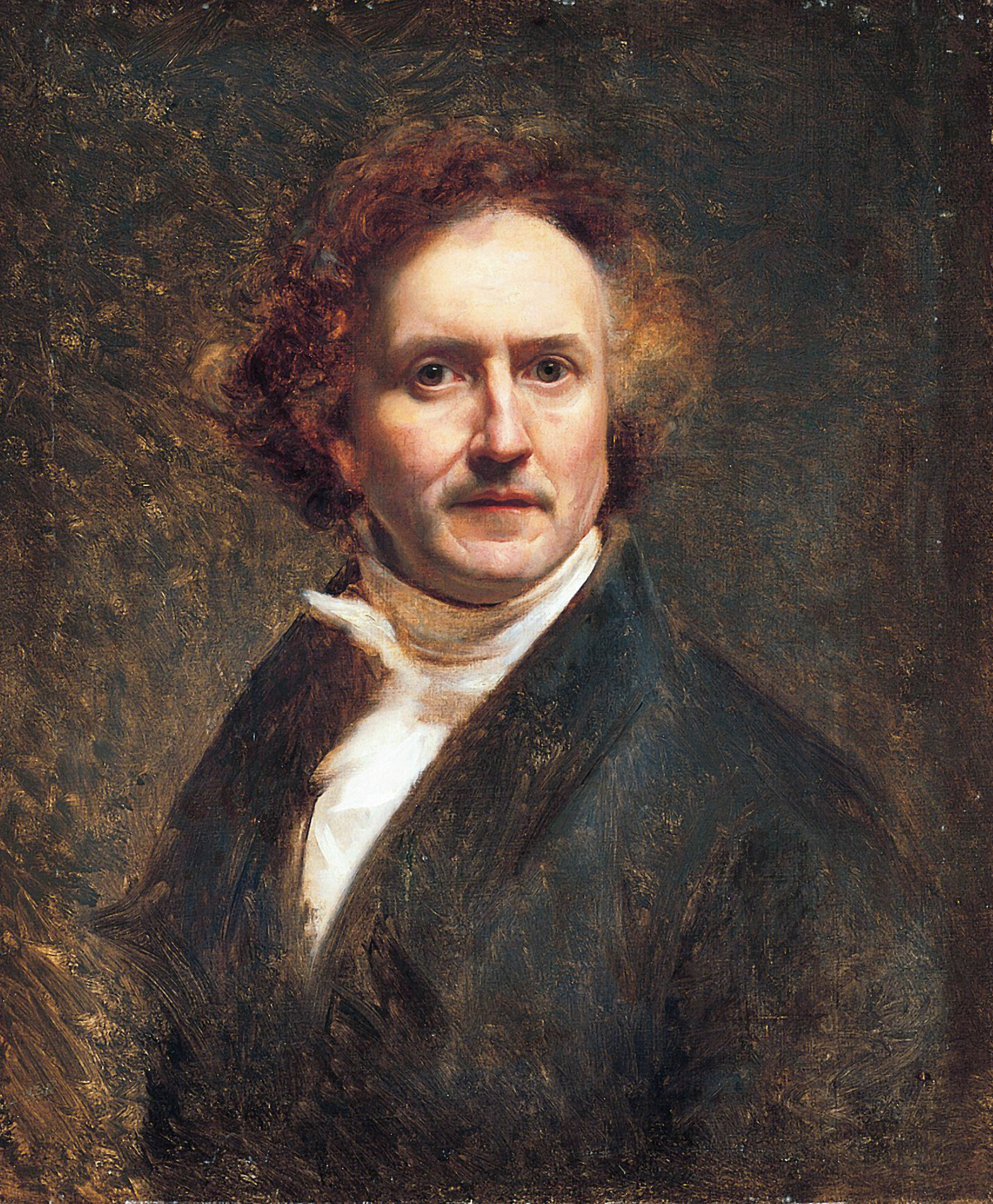
Jérôme-Martin Langlois (um 1830)

Jerome-Martin Langlois (* 11. März 1779 in Paris; † 28. Dezember 1838 ebenda) war ein französischer Maler des Klassizismus.

## Ausbildung
Der Vater, Jérôme Langlois, war Maler von Miniaturen und Porträts. Entgegen dem Willen des Vaters entschied sich der Sohn ebenfalls für eine Ausbildung zum Kunstmaler. Er ging bei Jacques-Louis David, einem führenden Vertreter des Klassizismus, in die Lehre und wurde einer von dessen Lieblingsschülern. Gelegentlich arbeiteten sie an einem Werk gemeinsam. So hat Langlois im Bild „Bonaparte beim Überschreiten der Alpen am Großen Sankt Bernhard“, das heute im Kunsthistorischen Museum in Wien hängt, angeblich das Pferd gemalt.

## Werk
1805 gewann Langlois den zweiten Preis beim Prix de Rome und vier Jahre später den ersten Preis, der aus einem Stipendium an der Villa Medici in Rom bestand. In Rom malte er das Bild „Kassandra erfleht Minervas Rache gegen Ajax“, das Kassandra im Tempel der Athena während der Eroberung Trojas zeigt. Ab 1805 stellte er regelmäßig im Salon de Paris aus. 1817 gewann er dort den zweiten und 1819 den ersten Preis. 1822 wurde er mit dem Verdienstorden als Ritter der Ehrenlegion ausgezeichnet. 1824 malte er in Brüssel ein Porträt seines damals im Exil lebenden Lehrmeisters Jacques-Louis David. Als weitere Auszeichnung wurde Langlois kurz vor seinem Tod zum Mitglied der Académie des Beaux-Arts ernannt. Seine Bilder hängen heute in vielen Museen vor allem in Frankreich, u. a. auch im Louvre in Paris. 

## Bild „Diane und Endymion“
Von König Ludwig XVIII. erhielt Langlois 1822 den Auftrag, das Bild „Diane und Endymion“ für den Salon Diane im Schloss Versailles zu erstellen. Ab 1878 hing das Bild im Musée de Picardie in Amiens, seit dem Ersten Weltkrieg galt es als verschollen. Der Kurator des Museums in Amiens entdeckte zufällig auf einem Foto von Madonna das Bild im Hintergrund. Madonna hatte das Bild 1989 in New York auf einer Auktion für 1,3 Mio. US-$ erworben. Auf dem Gemälde fehlten die Signatur und das Datum, zudem ist das Format gegenüber der ursprünglichen Fassung um 3 cm kleiner. Die Bürgermeisterin von Amiens, Brigitte Fouré, nahm mit Madonna Kontakt auf. Ein Video mit ihrer Ansprache wurde 2023 in den Medien veröffentlicht. Die Bürgermeisterin machte keine Rechte an dem Bild geltend, bat aber um eine Leihgabe für die anstehende Bewerbung als Kulturhauptstadt Europas.

## Galerie

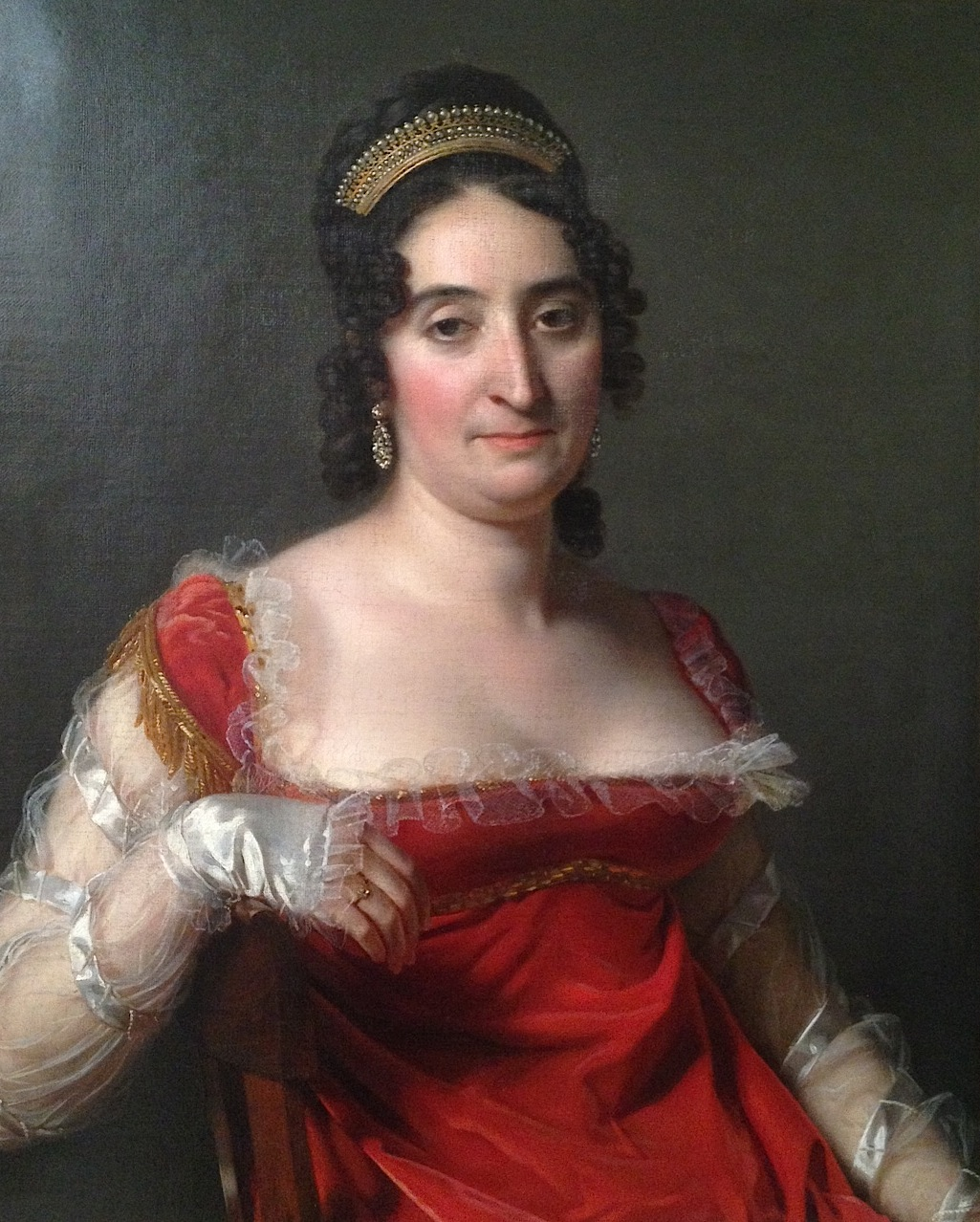
Dame in Rot mit Diadem (Private Sammlung)
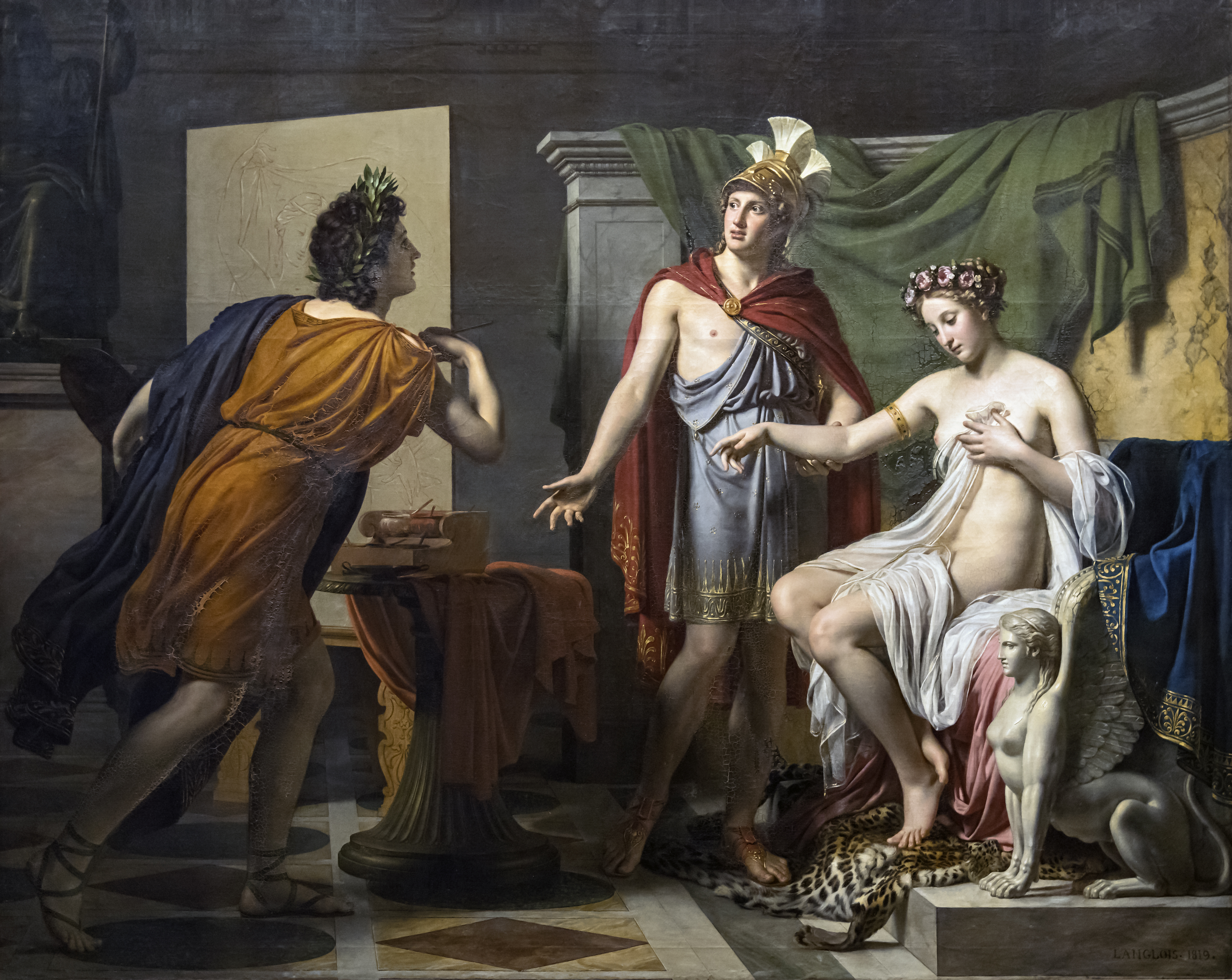
Alexanders Großzügigkeit, Musée des Augustins, Toulouse
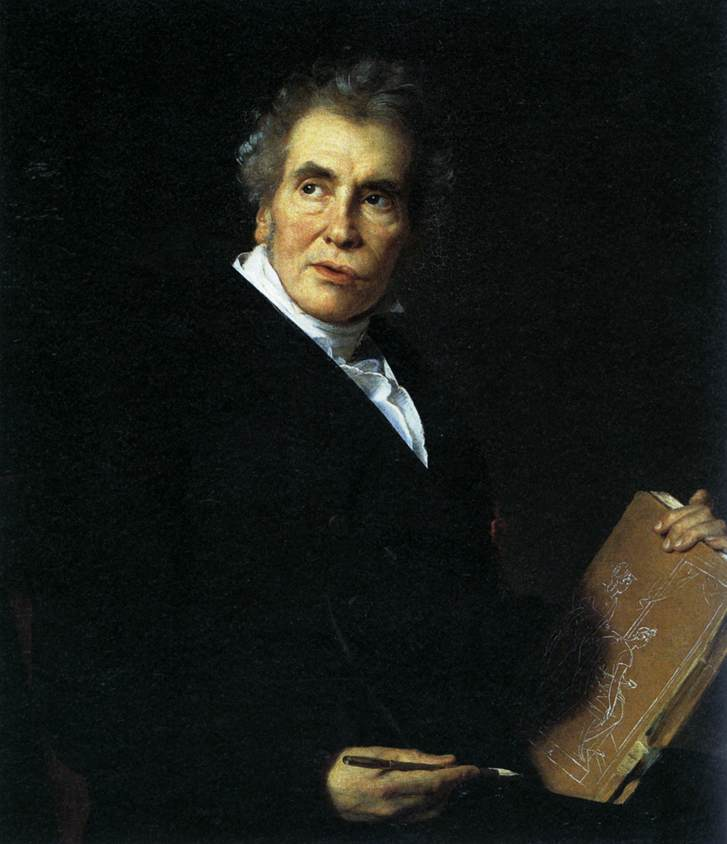
Porträt von Jacques-Louis David
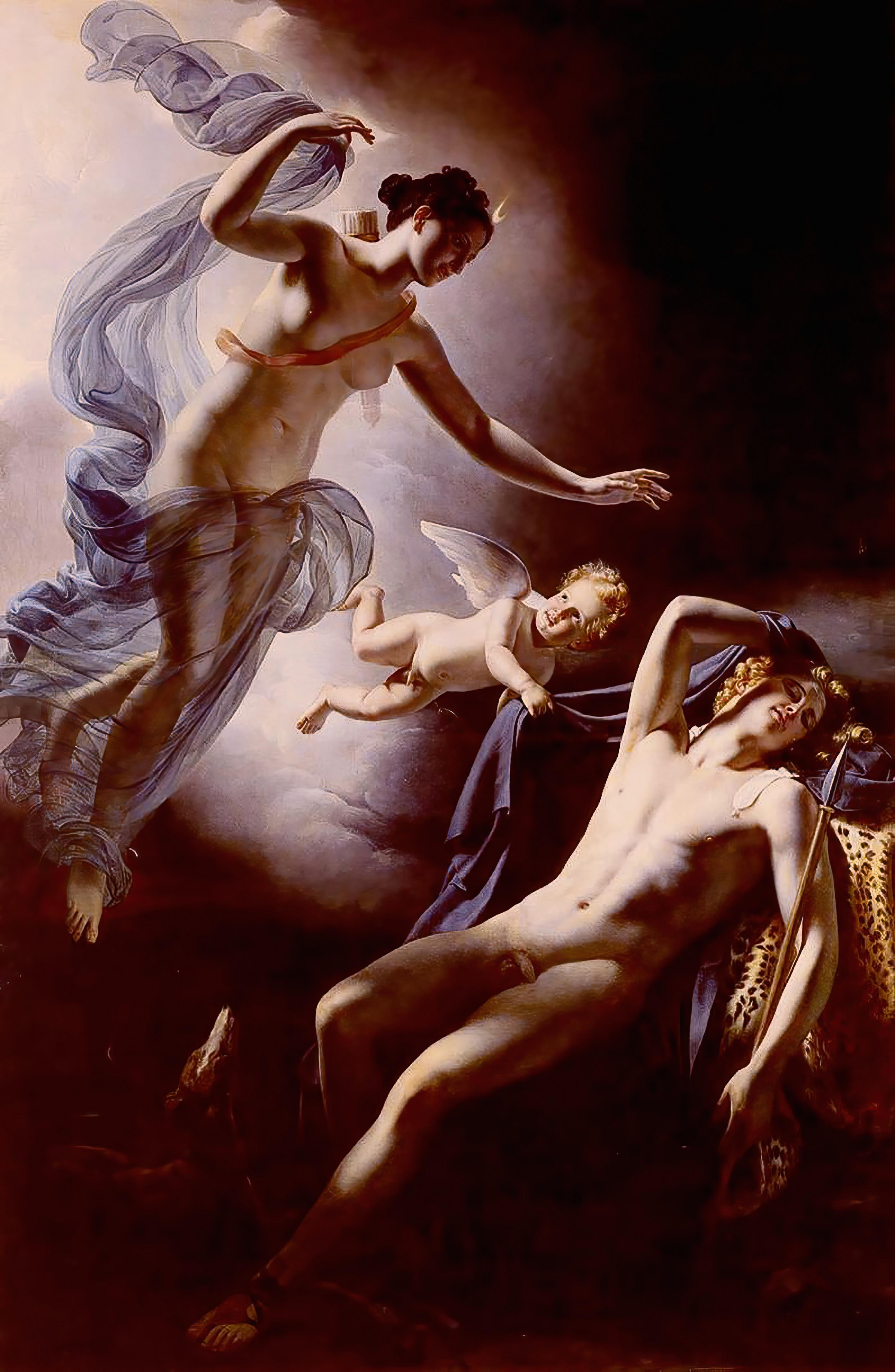
Diana und Endymion
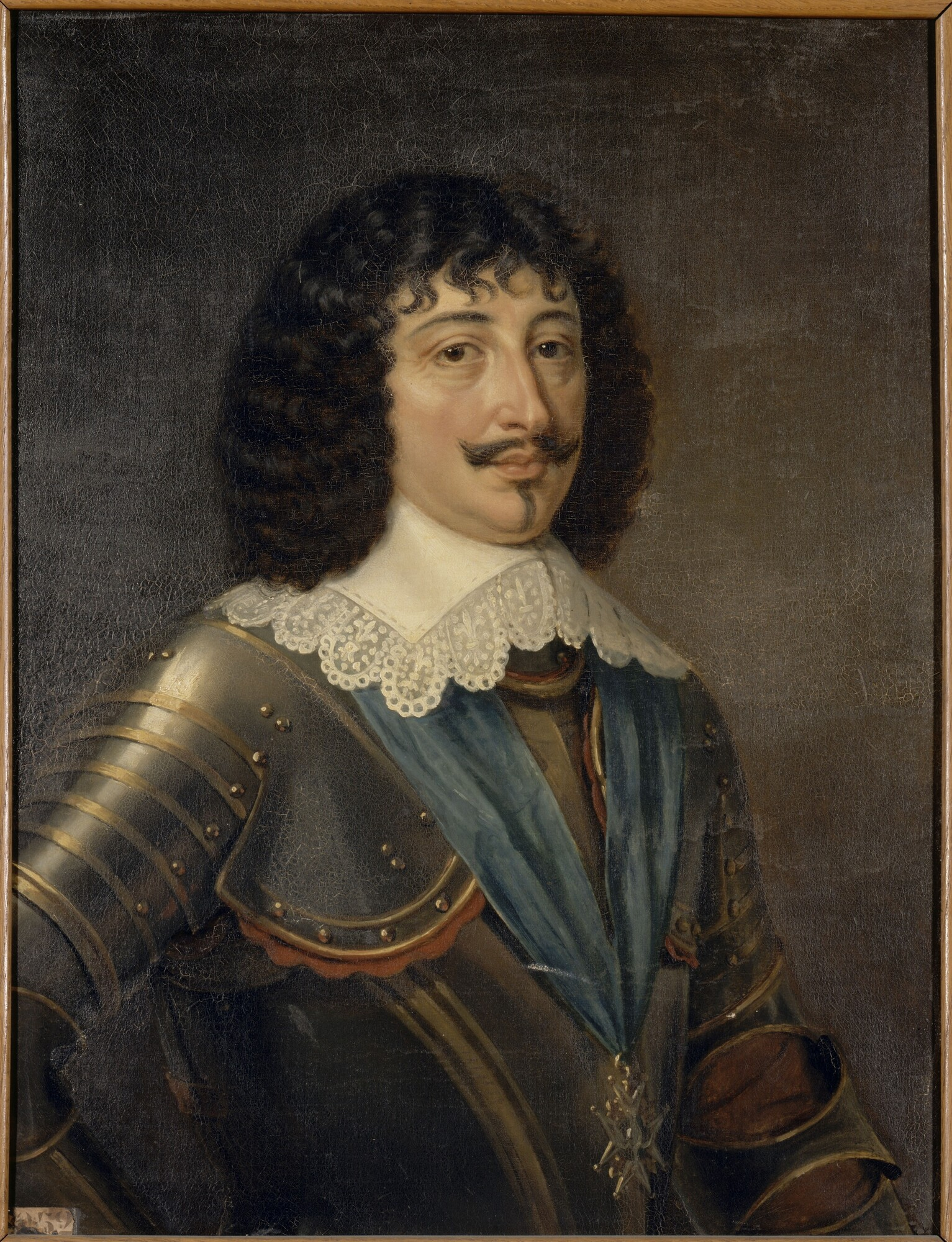
Urbain de Maillé, Marquis von Brézé
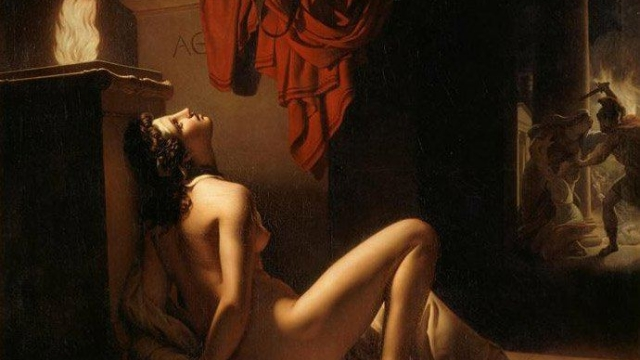
Kassandra erfleht Minervas Rache gegen Ajax